# Гладигау
Гладигау (нем. Gladigau) — община в Германии, в земле Саксония-Анхальт.
Входит в состав района Штендаль. Подчиняется управлению Остербург. Население составляет 369 человек (на 31 декабря 2006 года). Занимает площадь 15,50 км².